# Kepler-1649c
Kepler-1649c este o exoplanetă care orbitează steaua pitică roșie Kepler-1649. Este situată la aproximativ 300 de ani lumină de Terra. În 2020, Jeff Coughlin, directorul Biroului de Știință K2 al SETI, a descris-o drept „cea mai asemănătoare planetă cu Pământul” găsită până acum de telescopul spațial Kepler.

## Caracteristici

### Masă și orbită

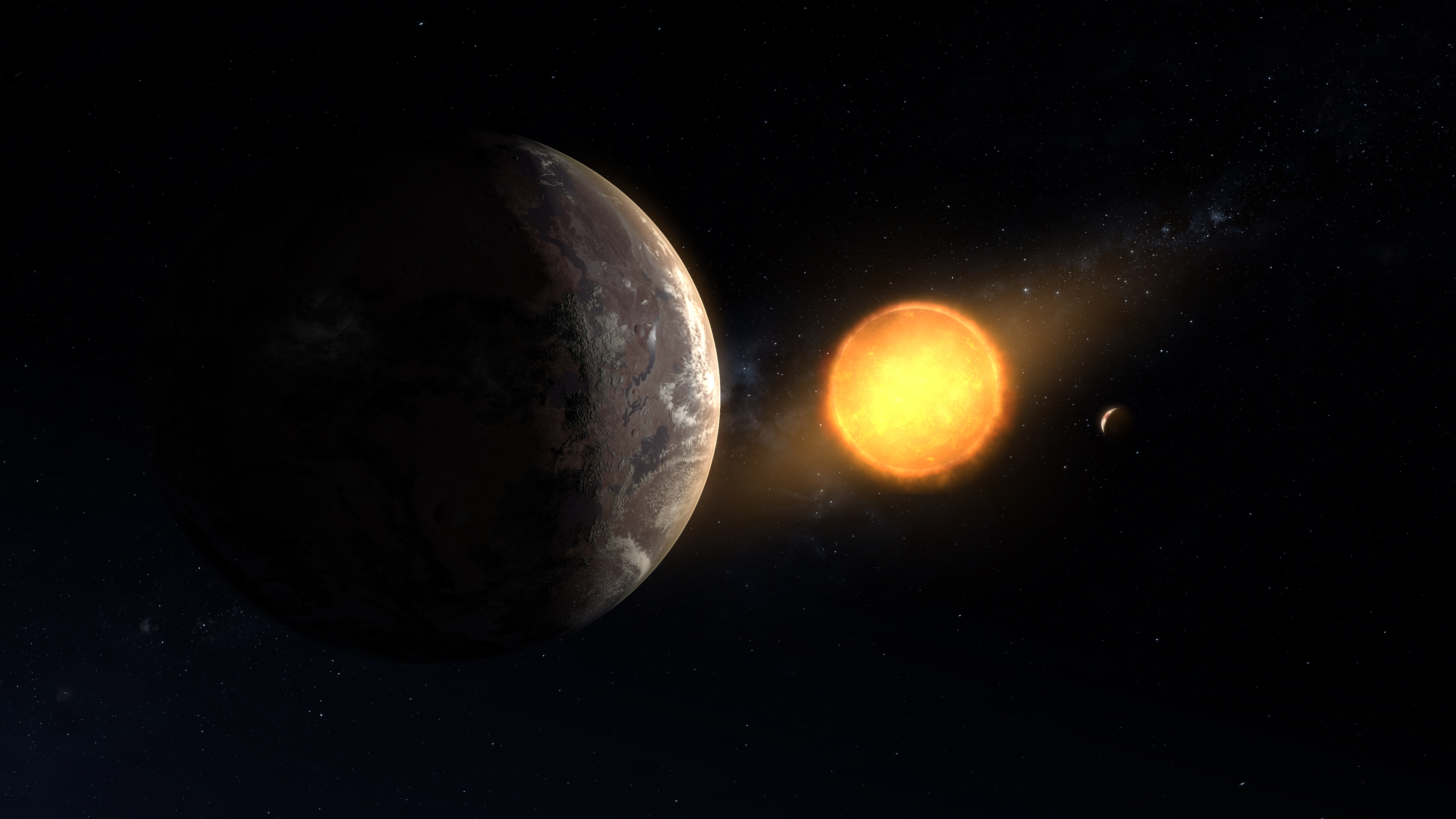
Exoplaneta Kepler-1649c, steaua gazdă și Kepler-1649b

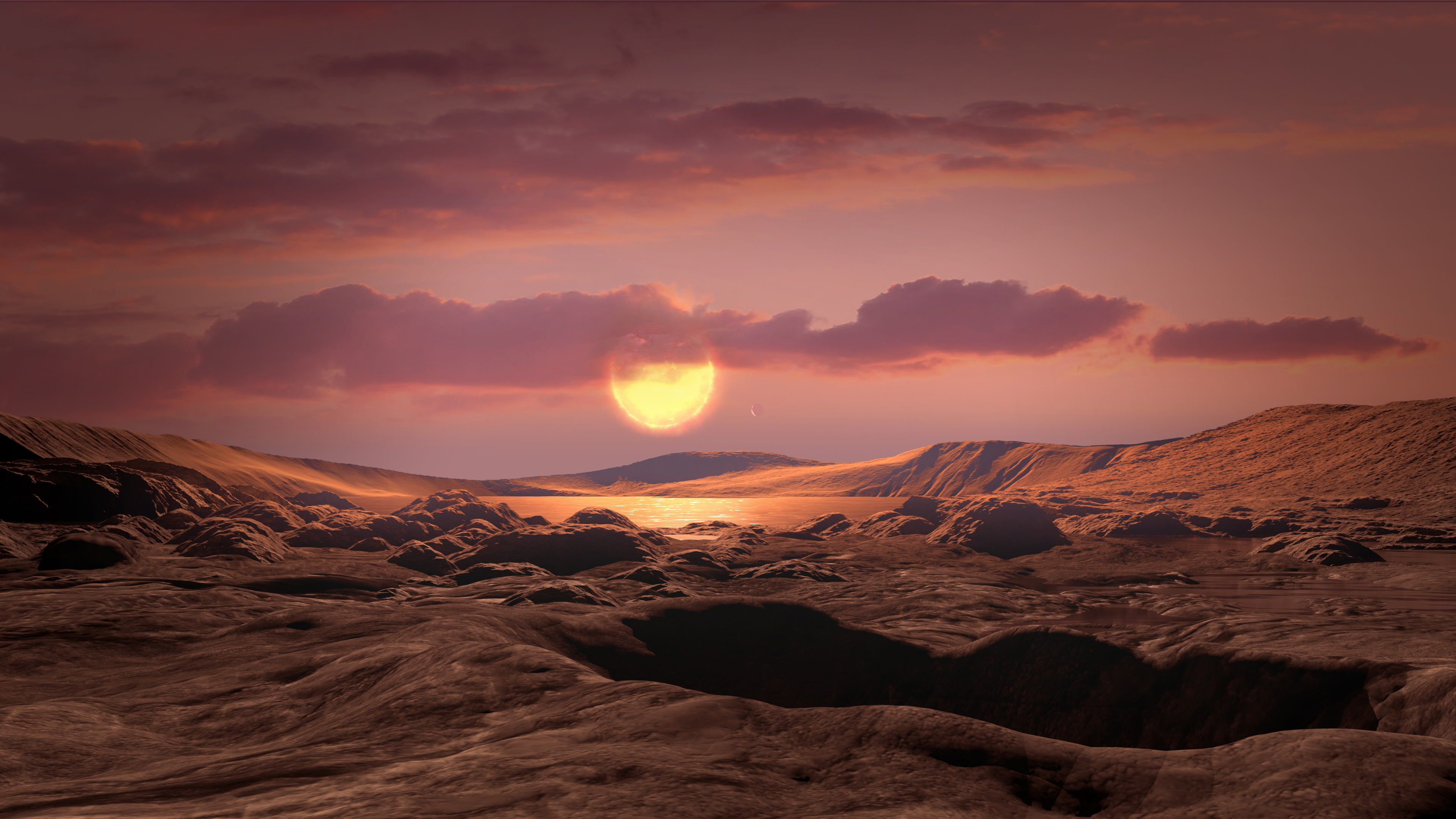
Suprafața lui Kepler-1649c cu steaua gazdă și Kepler-1649b pe cer

Exoplaneta a fost identificată ca o planetă stâncoasă de către NASA și este foarte asemănătoare cu Pământul din punct de vedere al dimensiunii, cu o rază de 1,06 ori mai mare decât cea a Pământului. Kepler-1649c are nevoie doar de 19,5 zile terestre pentru a-și orbita steaua gazdă Kepler-1649, o pitică roșie de tip M. Orbitează în zona locuibilă a sistemului său stelar. 

### Climă
Se știe foarte puțin despre clima lui Kepler-1649c. Primește 75% din lumină de la steaua gazdă în comparație cu cât primește Pământul de la Soare; prin urmare, în funcție de atmosferă, temperatura suprafeței sale poate fi suficient de similară cu temperatura Pământului încât apa lichidă poate fi prezentă. Nu este clar care este compoziția atmosferei planetei Kepler-1649c.

### Steaua gazdă
Kepler-1649 este o stea pitică roșie de tip M estimată la aproximativ ¼ din raza Soarelui nostru, cu doar două planete confirmate pe orbita sa, cealaltă fiind Kepler-1649b.  Kepler-1649b este similar cu Venus din Sistemul nostru solar în două moduri. În primul rând, Kepler-1649b și Venus au orbite de aproximativ jumătate din raza următoarei planete cunoscute (Kepler-1649c, respectiv Pământul). În al doilea rând, ambele au dimensiuni similare.

## Locuibilitate
În timp ce exoplaneta orbitează în zona locuibilă a stelei sale, din cauza lipsei de informații despre atmosfera exoplanetei, nu este clar dacă Kepler-1649c poate susține apa lichidă pe suprafața sa. Până acum nu au fost observate flame solare de la steaua gazdă. Cu toate acestea, oamenii de știință consideră că astfel de stele sunt predispuse la activitate frecventă a flămilor solare și că acestea ar fi putut dezbrăca atmosfera exoplanetei.